# فقير سليمان
فقير سليمان هي قرية في مقاطعة سردشت، إيران. يقدر عدد سكانها بـ 29 نسمة بحسب إحصاء 2016.